# Neoboletus xanthopus
Bolet à pied jaune
Espèce
Statut de conservation UICN

 DD  : Données insuffisantes
Neoboletus xanthopus, le Bolet à pied jaune, est une espèce de champignons (Fungi) basidiomycètes du genre Neoboletus dans la famille des Boletaceae. Décrite en 2014, cette espèce est plutôt rare, il s'agit de l'espèce sœur du Bolet à pied rouge (Neoboletus erythropus). Espèce de coloration très changeante et variable, elle est caractérisée par ses teintes décolorées de jaunâtre en comparaison de celles de N. erythropus.

## Taxonomie
Le nom correct complet (avec auteur) de ce taxon est Neoboletus xanthopus (Klofac & A.Urb.) Klofac & A.Urb..
L'espèce a été initialement classée dans le genre Boletus sous le basionyme Boletus xanthopus Klofac & A.Urb.

### Synonymes
Neoboletus xanthopus a pour synonymes :
- Boletus erythropus var. discoloroides Lannoy & Estades
- Boletus erythropus subsp. discolor (Quél.) Dermek, Kuthan & Singer[3]
- Boletus xanthopus Klofac & A.Urb.
- Sutorius xanthopus

### Étymologie
Du Grec "xantho" = jaune et "pus" = pied, l'épithète spécifique xanthopus fait référence au pied jaunâtre de l'espèce. Faisant également écho à son espèce sœur, le Bolet à pied rouge (Neoboletus erythropus).

## Description du sporophore

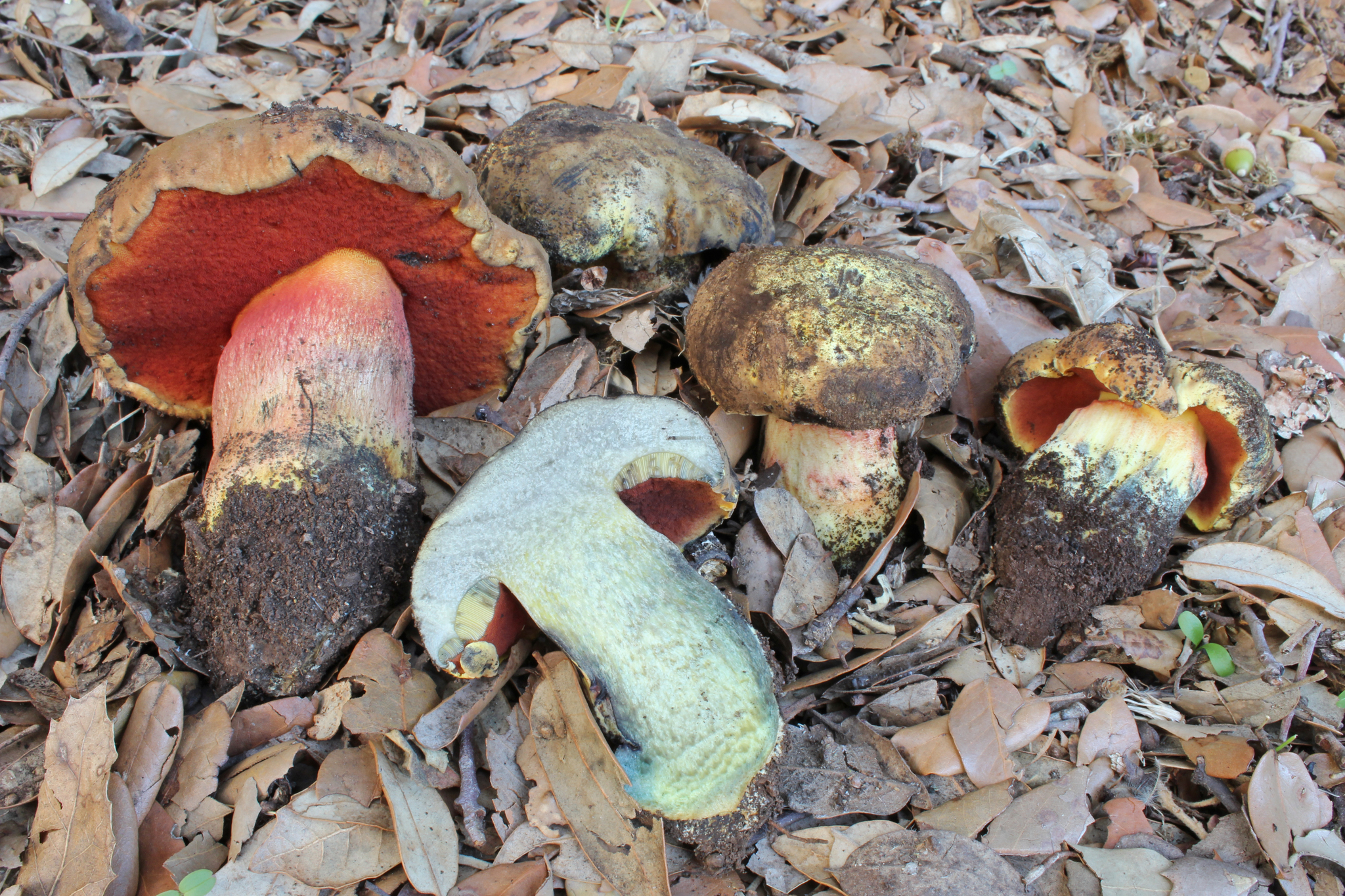
Collection de sporophores de N. xanthopus en Italie.

Les bolets sont des champignons dont l'hyménophore, constitué de tubes et terminés par des pores, se sépare facilement de la chair du chapeau. Ce chapeau d'abord rond, recouvert d'une cuticule, devient convexe à mesure qu’il vieillit. Ils ont un pied (stipe) central assez épais et une chair compacte. Les caractéristiques morphologiques de N. xanthopus sont les suivantes :

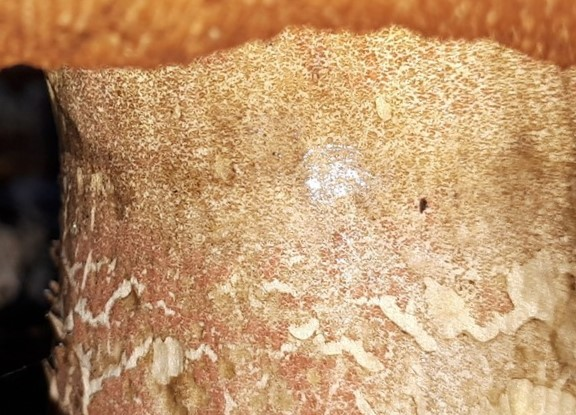
Ponctuations typiquement brunâtres sur la surface du pied.

Son chapeau mesure 12 à 17 cm, finement velouté au début puis souvent lisse, variablement brun avec des zones ou des marbrures ocres à jaunâtres, pouvant aller du brun clair au marron noirâtre, en passant par le jaune ochracé, jaune pâle, brun jaunâtre ou brun grisâtre, à l'aspect souvent décoloré par endroits en marbrures.
L'hyménophore présente des pores rouges à jaune, orangés à rouge au début, puis se décolorant ensuite de jaune, notamment vers le bord du chapeau où les pores sont typiquement jaunes. Ses tubes, de 5 à 16 mm de longueur, sont de couleur jaune. Les pores et les tubes sont bleuissantes à le pression ou à la coupe.
Son pied, mesure 7 à 12 cm x 1,5 à 3,5 cm. Il est typiquement égal et élancé, fusiforme, souvent plus long que le diamètre du chapeau, de couleur jaunâtre, orangé ou crème et parfois avec des zones rougeâtres. Sa surface est sublisse à finement et indistinctement ponctuée, non réticulée, à ponctuations concolores au début, mais devenant ochracées à brunes avec l'âge.
Sa chair bleuit modérément à intensément à la coupe ou à la pression. Son bleuissement est faible sur les surfaces du chapeau et du pied, allant de bleu à bleu grisâtre. Son odeur est indistincte et sa saveur et douce,.

### Réactions chimiques
Certaines parties de Neoboletus xanthopus vont prendre une couleur particulière après contact avec les réactifs suivants :
- Noire à noirâtre au KOH et NH4OH sur le chapeau.
- Négative au NH4OH, Formol et Melzer sur la chair.
- Olivacé su FeSO4 sur le chapeau.
- Rougeâtre vineux au Phénol sur le chapeau[5],[1].

### Caractéristiques microscopiques
Au microscope, ses basides sont courtes, clavées, à 4 courts stérigmates, courtes, (25)30–37 x 8–10 μm. Ses spores sont ellipsoïdes, lisses, guttulées, brunâtre pâle, (10)13,5–15(16) x (3,8)4–5(5,5) μm, 10–14 x 4,5–6,2 μm en moyenne, Q = 2,8–3.3 (3.5), Q moyen = 3,1. Ces cystides hyméniales sont peu fréquentes, dispersées, atténuées, à contenu jaunâtre dans le KOH, 38–45 x 10–12 μm. Ses caulobasides sont présentes, à contenu typiquement brunâtre tandis que ses caulocystides sont souvent distinctement étranglées, hyalines à brunâtre pâle, 42–70 x 11–12 μm. Sa trame tubulaire est de type Boletus, formé d'hyphes non bouclées, inactives dans le Melzer. Sa stipititrame est formée d'hyphes inactives dans le Melzer sur les hyphes de la base du pied et son pileipellis est en trichoderme avec forte tendance vers un tomentocutis formé d'hyphes apprimées, mais peu dressées au tout début, irrégulièrement emmêlées, subcylindriques, parfois clavées à irrégulièrement déformées, non atténuées ni renflées, légèrement étranglées.

## Galerie

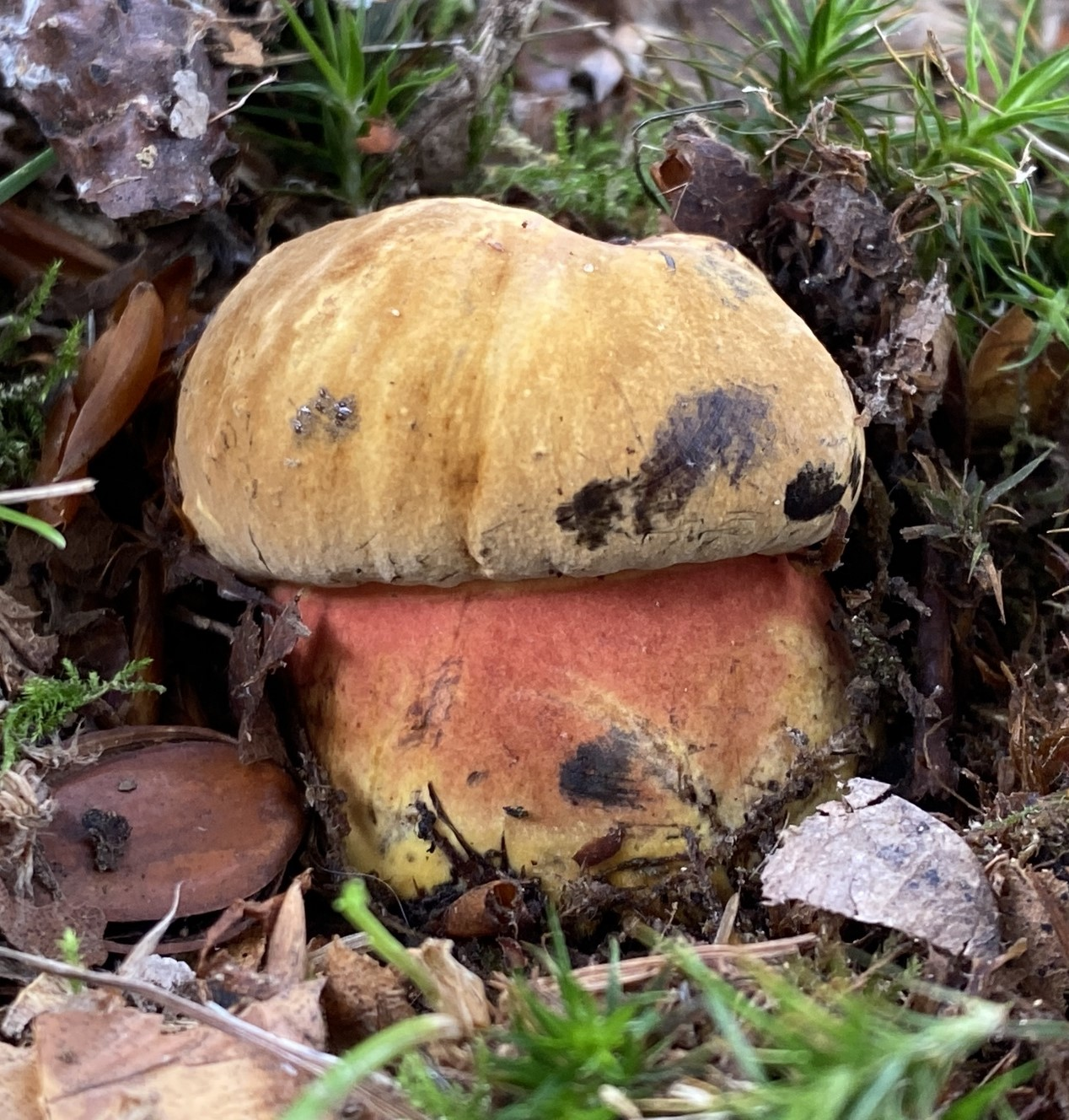
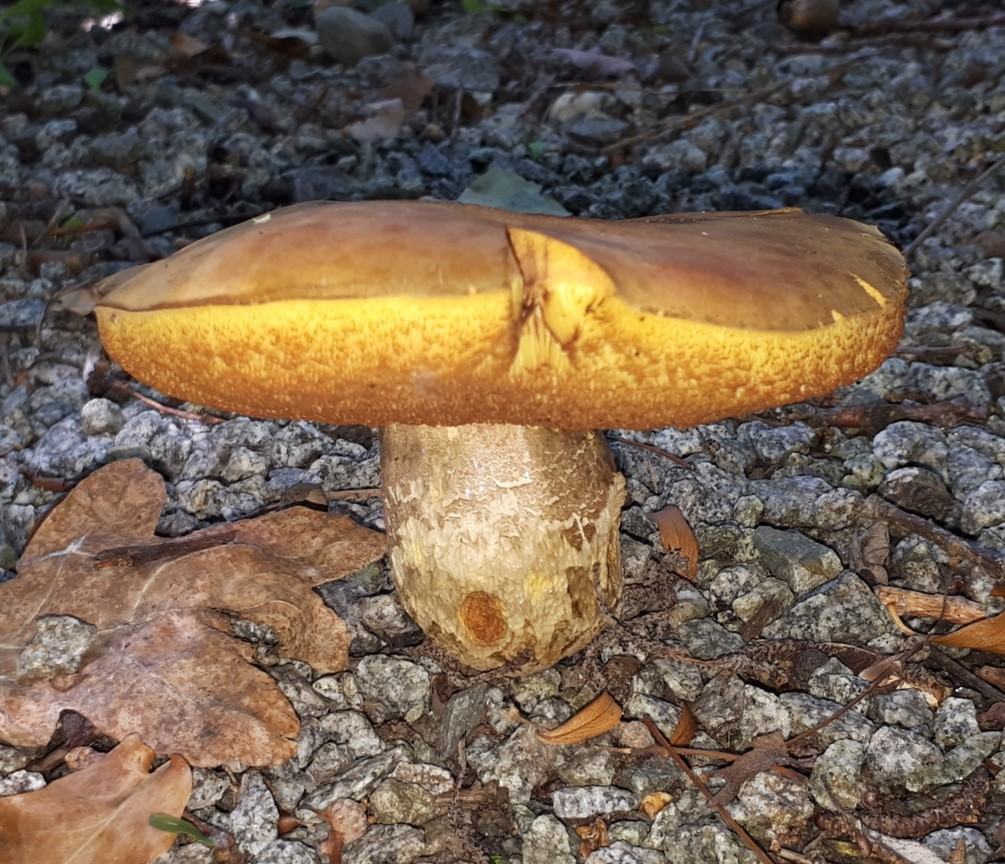
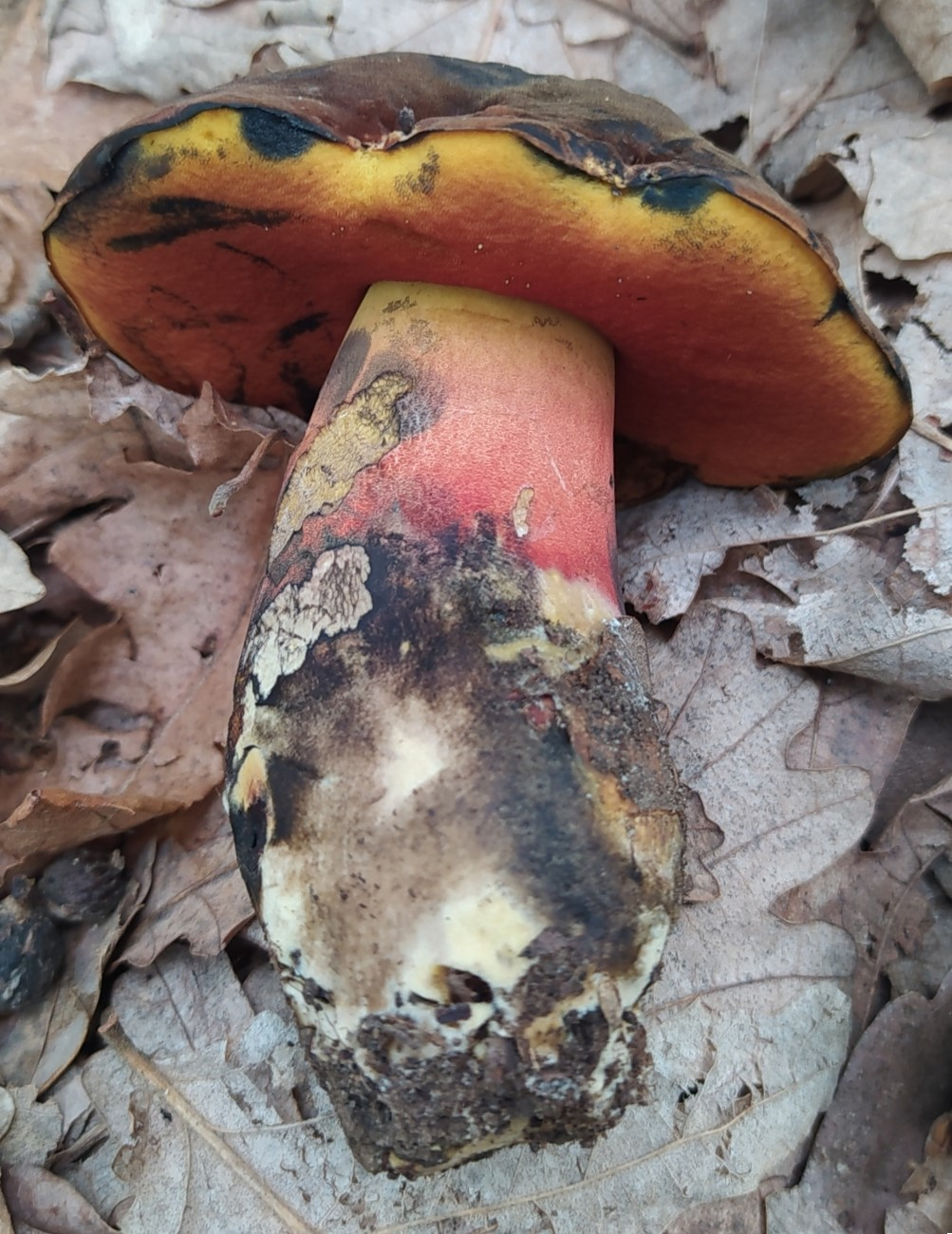
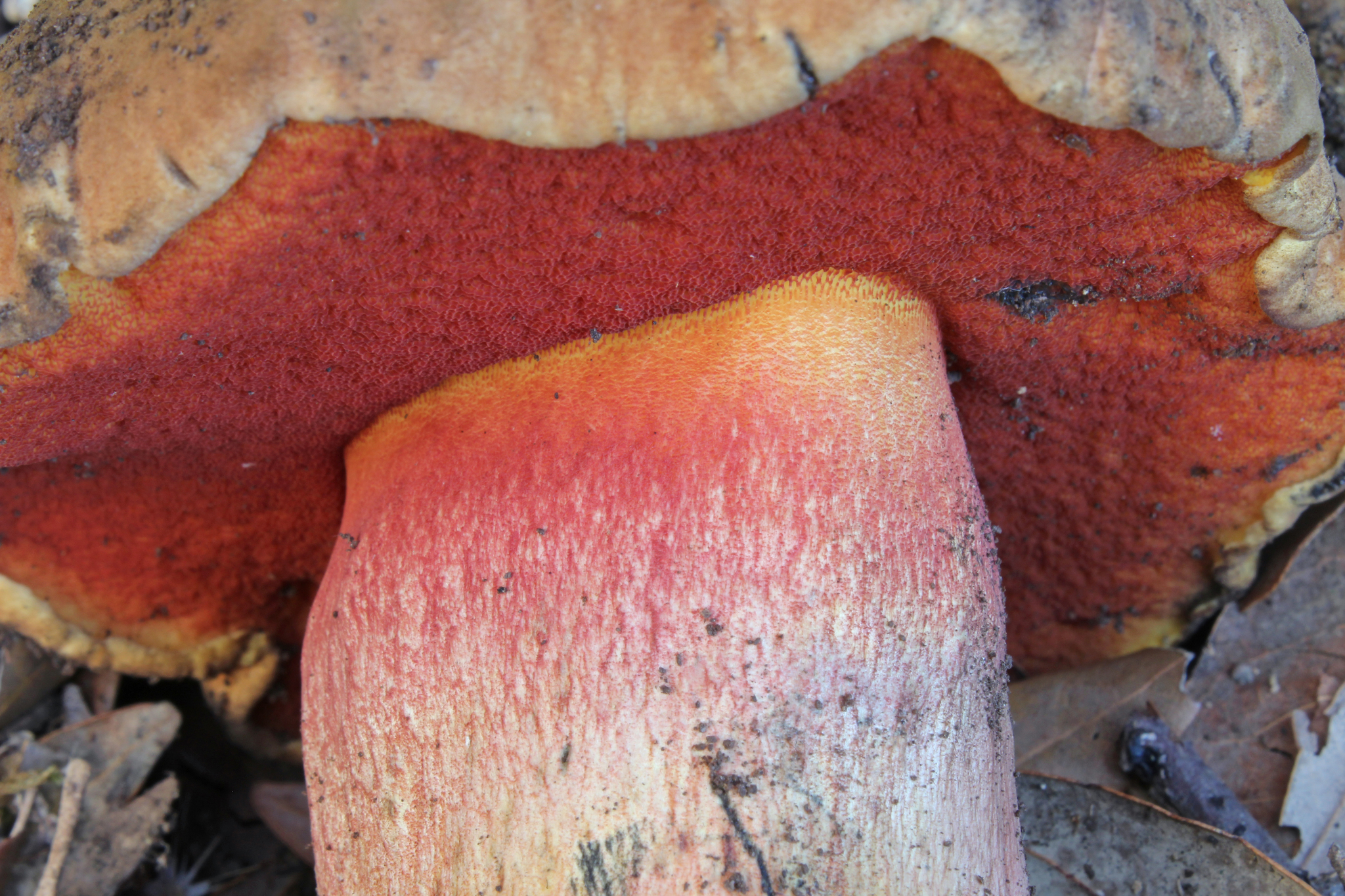
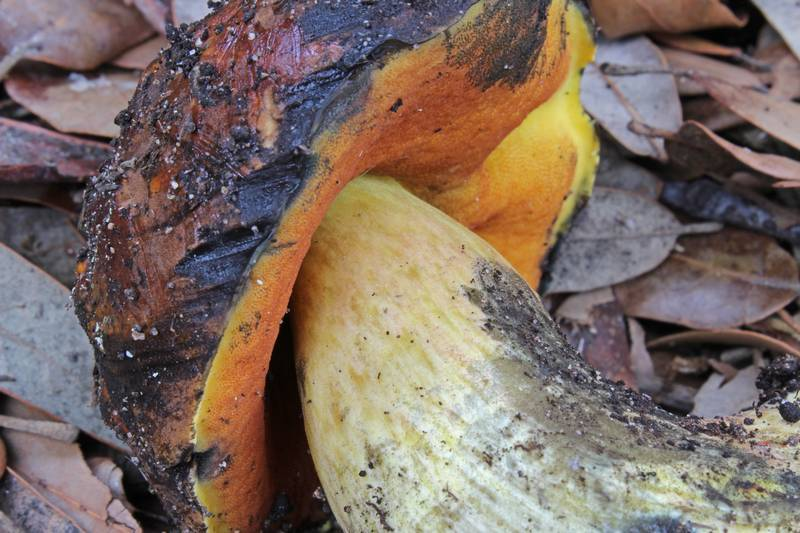
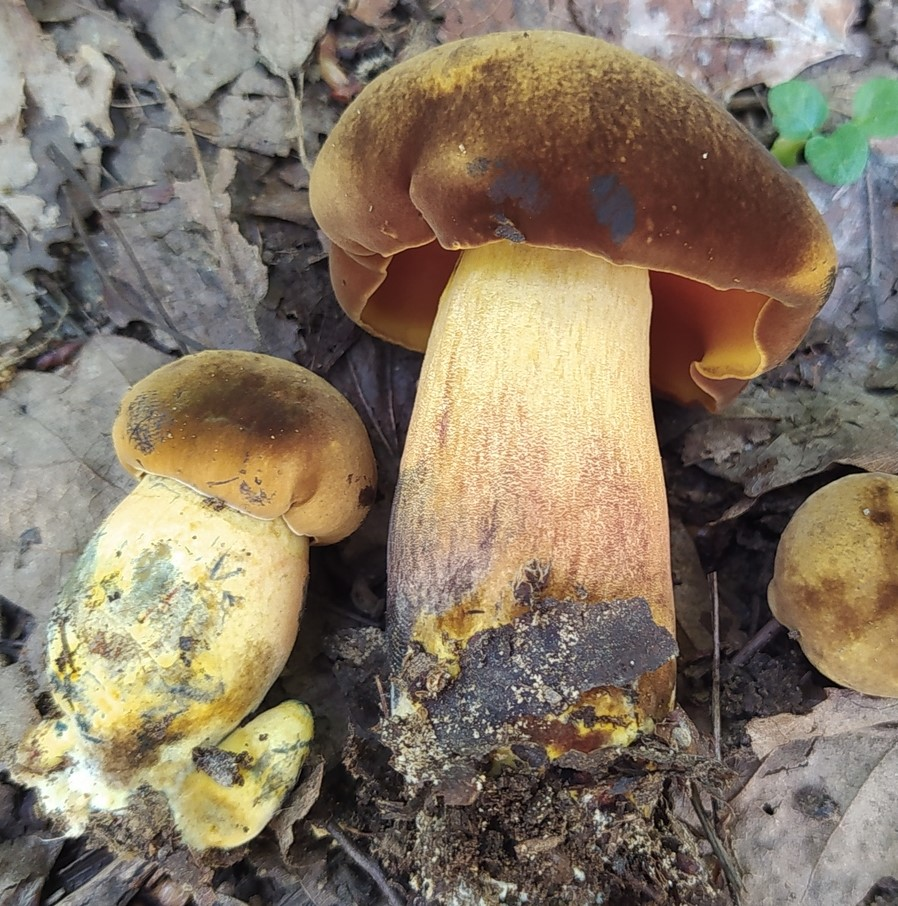
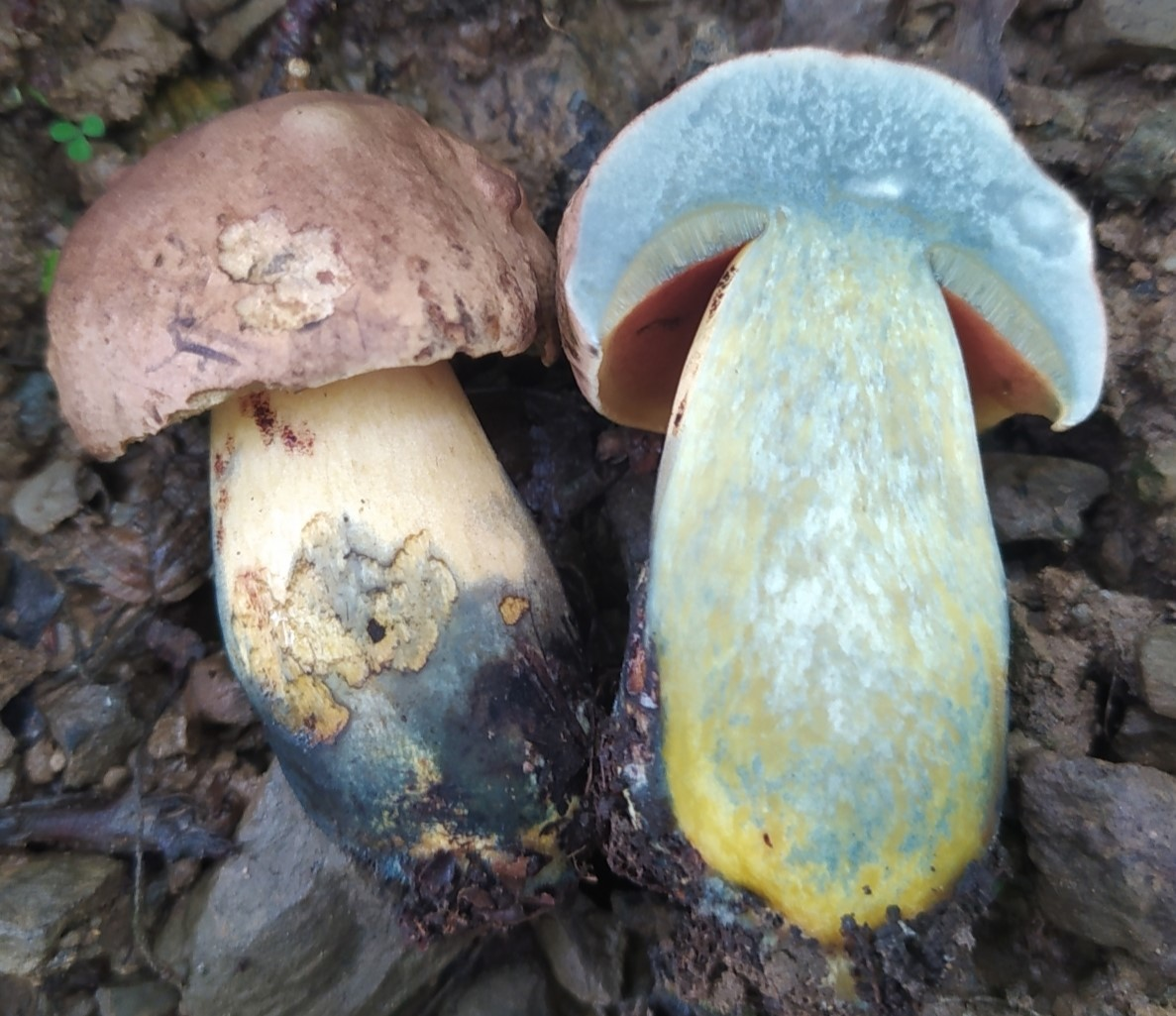
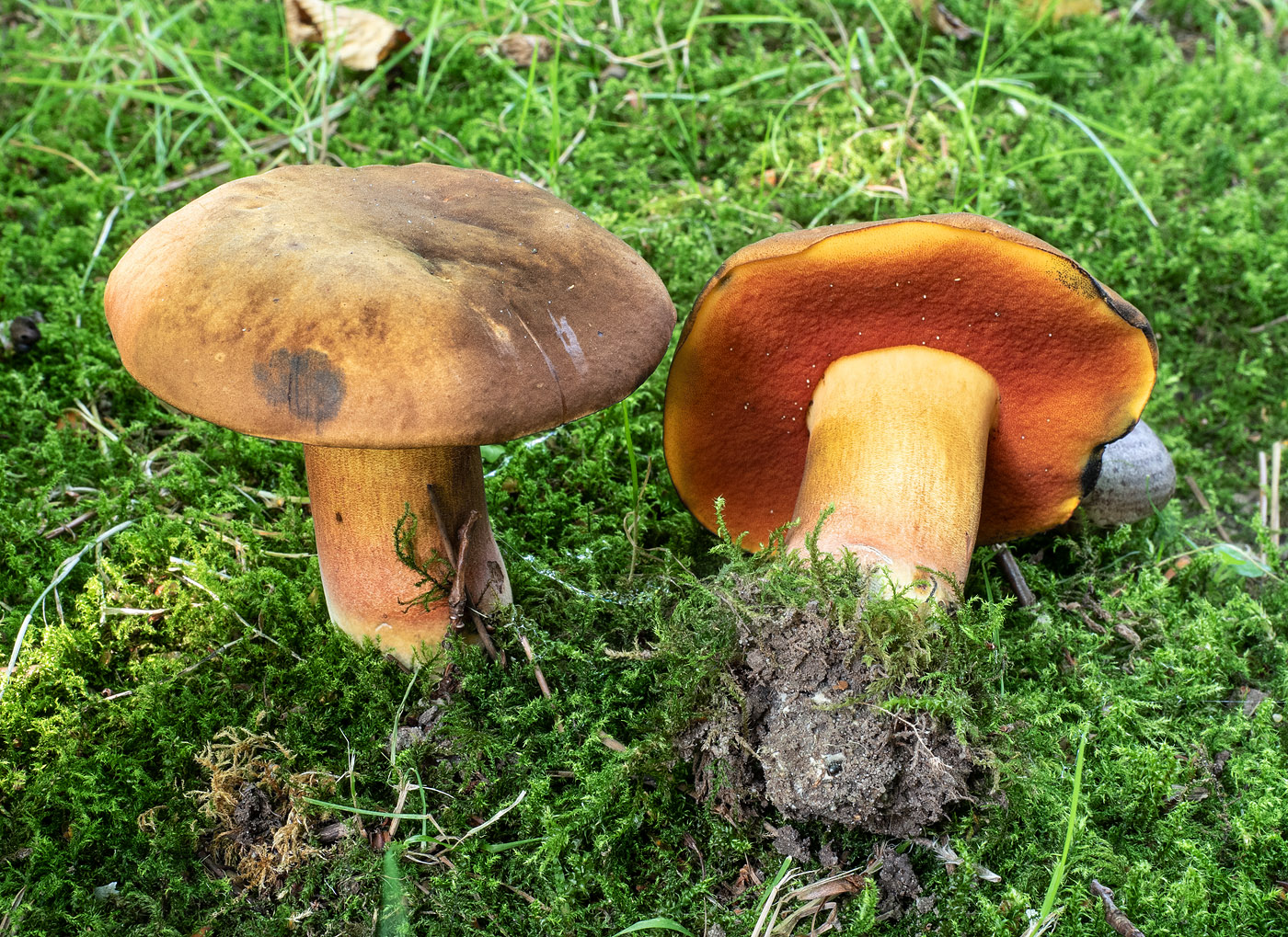
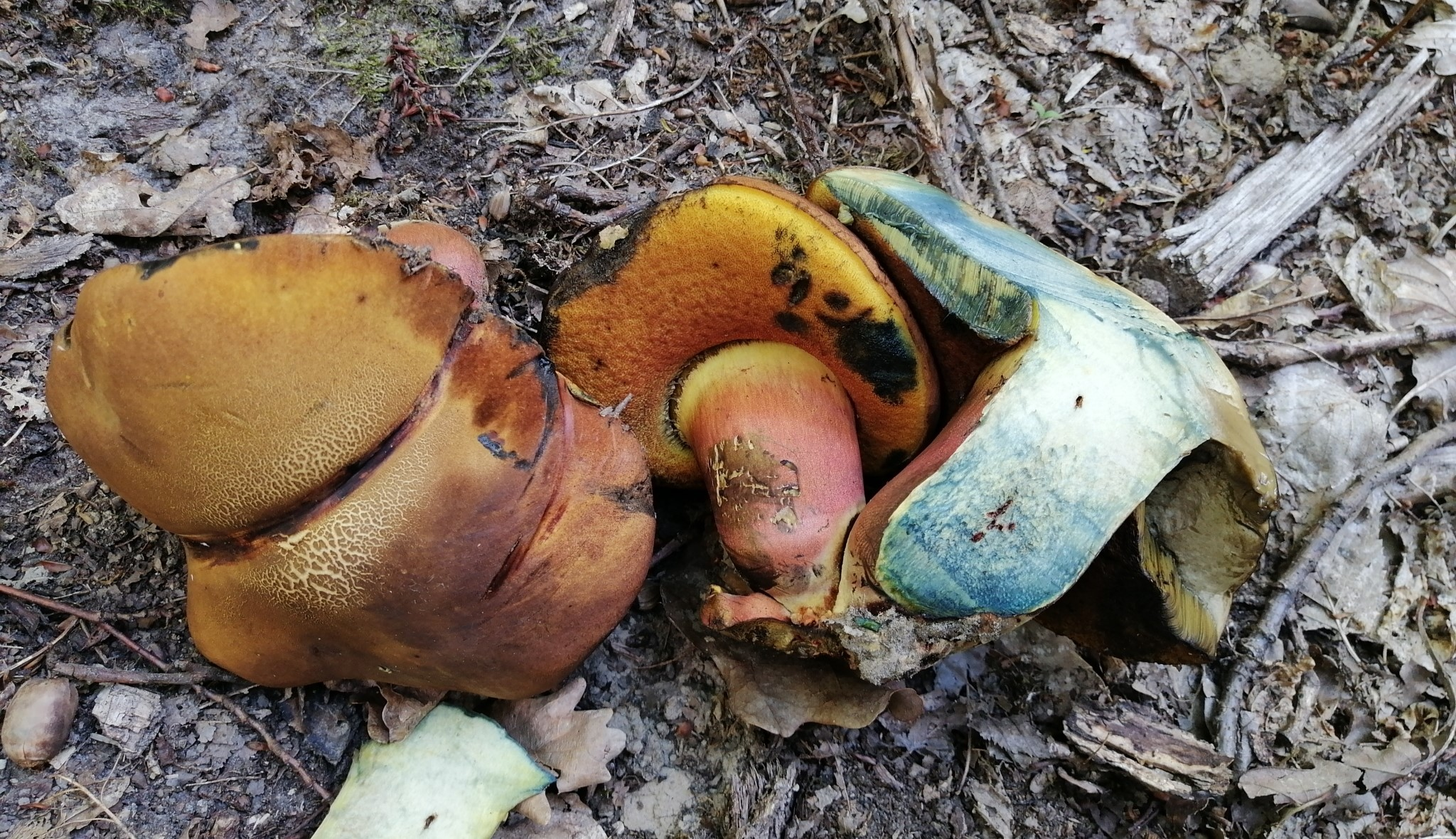
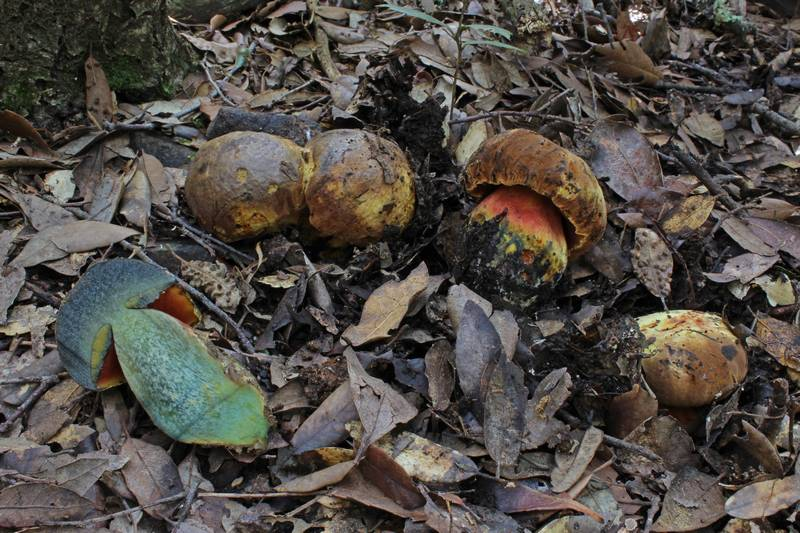
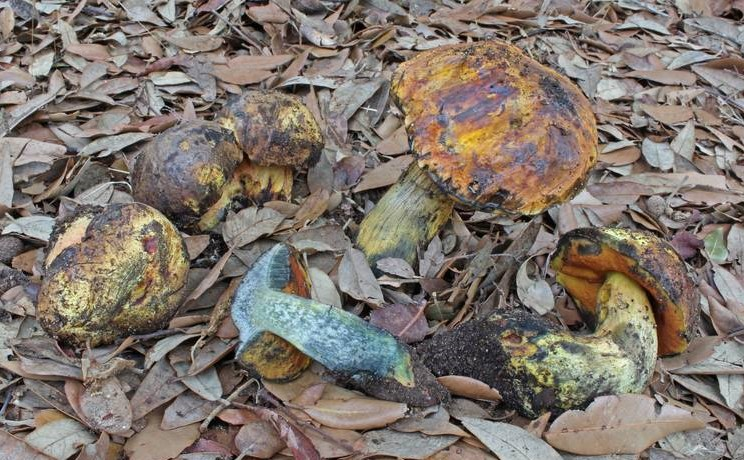

## Variétés et formes

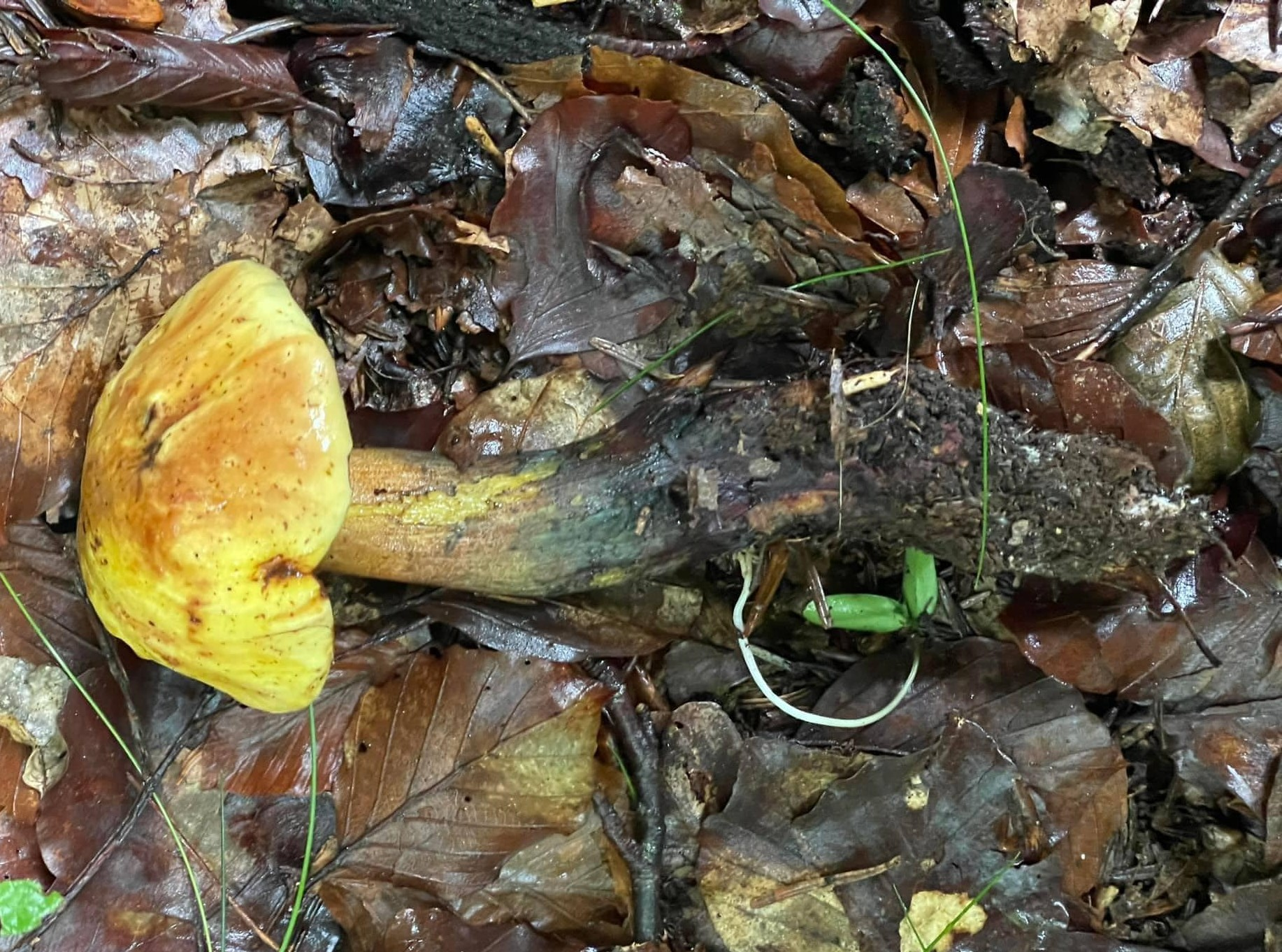
Forme xanthoïde de Neoboletus xanthopus.

Tout comme le Bolet à pied rouge (Neoboletus erythropus) possède une forme entièrement xanthoïde (entièrement jaune/décolorée ; le Bolet jonquille), N. xanthopus possède lui aussi une forme entièrement xanthoïde, non décrite, très difficile à différencier de celle de N. erythropus, même si la silhouette et l'habitat peuvent éventuellement aider.

## Habitat et distribution
C'est un champignon ectomycorhizien, poussant généralement dans les forêts thermophiles sous chênes, plutôt méditerranéen,.

## Statut de conservation

### Régional
- Auvergne-Rhône-Alpes : classement de cette espèce en catégorie NT (Quasi menacée) au niveau régional[6].
- Alsace : classement de cette espèce en catégorie NT (Quasi menacée) au niveau régional[7].
- Franche-Comté : classement de cette espèce en catégorie NT (Quasi menacée) au niveau régional[8].

## Comestibilité
Sa comestibilité est la même que celle du Bolet à pied rouge, comestible à condition de prendre la précaution de bien le cuire, car il est toxique s’il est consommé cru . Cette espèce contient elle aussi des substances hémolytiques qui ne peuvent être détruites que par une cuisson prolongée. N. xanthopus n'est pas recherché en soi, bien trop dur à identifier, mais est très souvent cueilli et consommé de façon accidentelle en confusion avec N erythropus, sa valeur gustative étant identique.

## Confusions possibles
- Le Bolet à pied rouge (Neoboletus erythropus), qui est l'esèce soeur de N. xanthopus, est particulièrement ardu, parfois même impossible, à différencier sur le terrain. À l'œil nu, si le spécimen de N. xanthopus est assez typique, N. erythropus s'en différenciera par la présence de squamules rouges et persistantes sur son pied, à la silhouette généralement plus robuste, et aux couleurs moins pâles et moins jaunâtres marbrées que N. xanthopus, plus rouges et foncées. Cependant, ces critères ne sont pas extrêmement fiables du fait de la grande variabilité d'apparence de ces espèces, l'une pouvant aller jusqu'à prendre macroscopiquement l'aspect typique de l'autre et inversement. Il n'est pas certain que l'on puisse différencier avec certitude ces deux espèces à l'œil nu. Microscopiquement, les basides de N.erythropus sont plus longues, 45–55 c 9–11,5 μm, et son pileipellis est en trichoderme, formé d'hyphes plus au moins dressées, au moins au début[5]. Comestible réputé cuit, toxique cru.
- Le Bolet de Quélet (Suillellus queletii), lui ressemble aussi, mais il aura une base du pied de couleur betterave. Comestible cuit, toxique cru.
- Le Bolet des loups (Rubroboletus lupinus) peut également lui ressembler lorsque ses pores sont décolorés. Cependant, son chapeau a des teintes clairement roses. Toxique.